# Битка код Панкалије
Битка код Панкалије се одиграла 24. марта 979. у тадашњој византијској теми Харсијанон (данашња Турска) између војске одане цару Василију II на једној, и побуњеника на челу са генералом Вардом Склиром на другој страни. Варда, који је годинама успешно пружао отпор лојалистима, поражен је уз помоћ грузијских контингената на челу са Торникијем. Његова је војска разбијена, а Варда је био присиљен побећи на арапску територију и постати избеглица у Багдаду. Том је битком отклоњена главна опасност за цара Василија II на почетку његове владавине.